# Бауру (сандвіч)

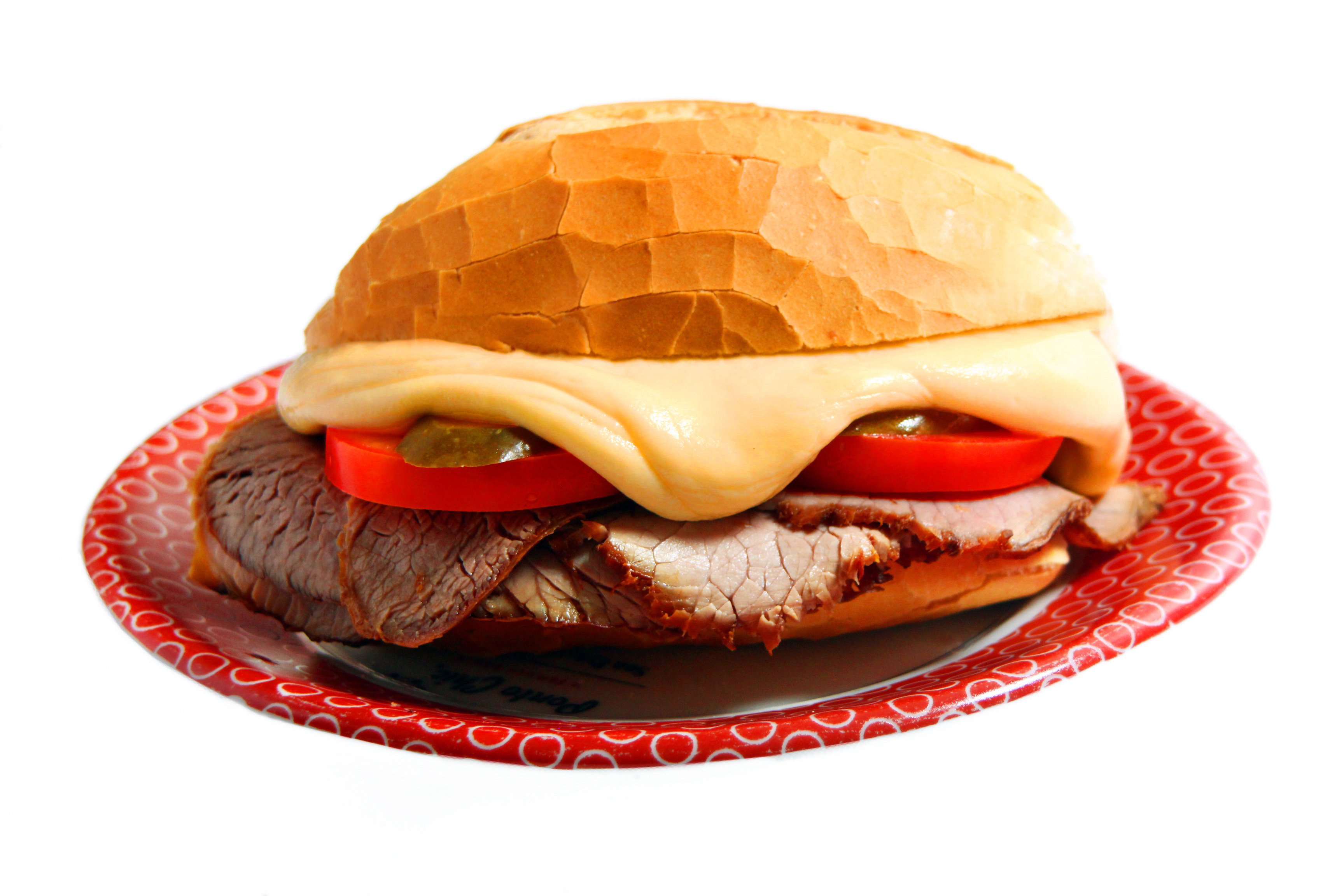
Сандвіч бауру

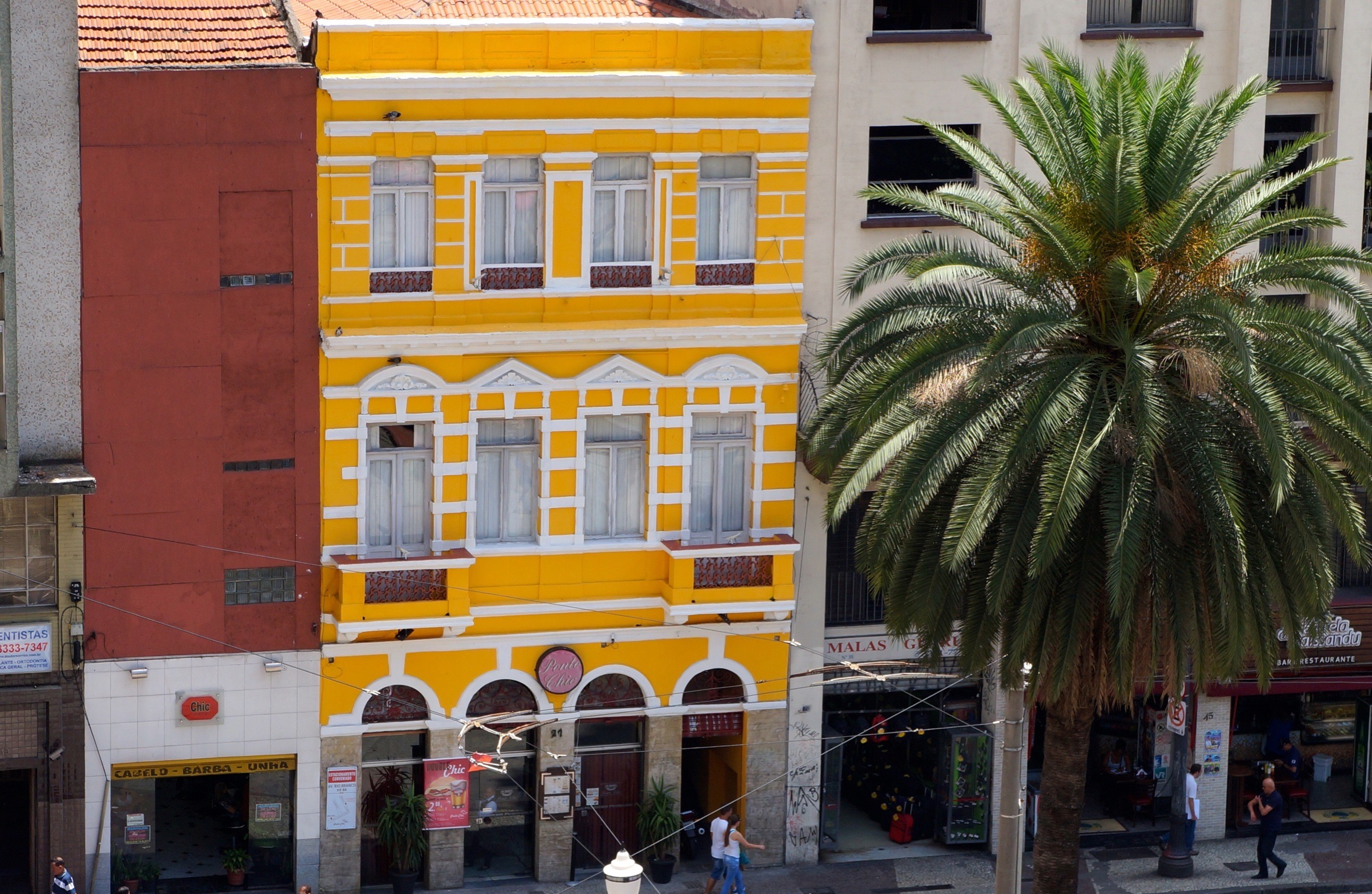
Фасад ресторану Ponto Chic, де був створений бауру

Бауру (порт. bauru) — популярний бразильський бутерброд. Рецепт включає сир (зазвичай моцарела), розтоплений на водяній бані, шматочок ростбіфу, помідори та мариновані огірки і французьку булочу, з якою була вийнята середина. Бауру популярний не лише у Бразилії, а й в Уругваї (в регіонах прикордонних з Бразилією).
Щоденна їжа (англ. The Daily Meal), вебсайт, що робить огляди на їжу та напої, вважає бауру як «мрію любителів сиру» у статті «12 сандвічів, що змінюють життя, про яких ви ніколи не чули».

## Історія
У 1934 році студент юридичної школи Ларгу-Сан-Франсіску (порт. Faculdade de Direito do Largo de São Francisco) в Сан-Паулу Каземіро Пінто Нето, відомий як Бауру так як прибув з однойменного міста, попросив кухаря приготувати бутерброд за його рецептом у традиційній їдальні для студентів, Ponto Chic. "Сандвіч Бауру" відразу набув популярності і став найбільш продаваною стравою у цьому місці.

## Культурна спадщина
У місті Бауру бутерброд бауру був оголошений нематеріальною спадщиною штату Сан-Паулу в 2018 році. Його рецепт був кодифікований у муніципальному законі, та було запроваджено програму сертифікації. Муніципальний закон № 4314 від 24 червня 1998 р. міста Бауру визначає наступний рецепт для бауру складається з французького хліба з ростбіфом, скибочок помідорів, солінь, розтопленого сиру моцарела, орегано та солі.

## Варіанти
Багато закусочних пропонують бутерброди бауру з різними комбінаціями інгредієнтів. Наприклад, можуть використовувати нарізану шинку замість ростбіфу або нарізаний хліб замість французького хліба. Серед поширених варіантів є наступні:
- Французький бауру: французький хліб із ростбіфом, розтопленим сиром грюйер та діжонською гірчицею.
- Італійський бауру: французький хліб з ростбіфом, розтопленим сиром моцарела, пармською шинкою, сушеними помідорами та орегано.
- Американський Бауру: французький хліб з ростбіфом, розтопленим сиром моцарела, американським салатом, помідорами та соліннями.
- Португальський бауру: з шинкою, сиром та помідорами.
- Бауру гаучо: французький хліб з ростбіфом (порт. picanha[pt]), розтопленим сиром емменталь, цикорієм (порт. almeirão[pt]) та помідорами.
- Бауру Ponto Chic: французький хліб з ростбіфом (de lagarto), розтопленим сиром подібним до швейцарського (порт. estepe, prato), помідором, огірком, маслом, сіллю.